# Агнец Божий
А́гнец Бо́жий (А́гнус Де́и; лат. Agnus Dei; греч. Ἀμνὸς τοῦ Θεοῦ) — именование Иисуса Христа, известное из Евангелия от Иоанна, основанное на словах Иоанна Крестителя (Ин. 1:29), называющего приближающегося Христа агнцем, искупляющим грехи людей.

## Упоминания в Библии
Прямое указание на то, что слова «Агнец Божий» означают Иисуса Христа, мы находим в Евангелии от Иоанна, согласно которому Иоанн Креститель сказал своим ученикам, указывая на приближающегося Христа (Ин. 1:29): 
Вот Агнец Божий, Который берёт на Себя грех мира.

Наименование «Агнец» Иоанн Богослов неоднократно употребляет в своём Апокалипсисе: Отк. 5:6; Отк. 7:9; Отк. 12:11; Отк. 17:14; Отк. 21:23, Отк. 22:1 — и в других местах. Апостол Пётр напоминает христианам (1Пет. 1:19), что они искуплены 
драгоценною Кровию Христа, как непорочного и чистого Агнца…

В Ветхом завете пророк Исайя использует образ агнца, то есть ягнёнка, в 53-й главе своей книги (Ис. 53:7), когда говорит про Мессию, Христа, который искупит своими страданиями и смертью грехи всех людей. Именно это место из книги пророка Исайи читал, сидя на колеснице, ефиопский евнух (Деян. 8:27-28), которого встретил апостол Филипп на дороге «из Иерусалима в Газу» (Деян. 8:26). В ответ на просьбу евнуха разъяснить непонятный отрывок 
Филипп отверз уста свои и, начав от сего Писания, благовествовал ему об Иисусе.

## Христианская доктрина
В христианской доктрине Иисус, Сын Божий, решается принести Себя в жертву на Голгофе. Христианское понятие Агнца Божьего связано с иудейской традицией жертвоприношения пасхального агнца.

## Изображения агнца в христианской истории
В первые века христианства всякий, кто принял крещение, получал маленькое восковое изображение агнца с крестом. Изображение Христа в виде доброго пастыря, несущего агнца, часто встречается в римских катакомбах.
До конца V века на кресте не было изображения Распятого, иногда только близ креста помещался его символ — агнец. Сначала изображали крест (обычно крест immissa) на агнце; затем следуют изображения агнца возле креста или над крестом, иногда в группе других 12 агнцев (апостолов).
К началу VI века агнец изображается под крестом и на алтаре, как бы готовый к закланию. Несколько позже он изображается на троне, под богато украшенным крестом; из его прободенной груди и из четырёх ног льётся кровь. Наконец, агнец стал изображаться на самом кресте в его середине, как бы распятым. Трулльский собор (691—692 годы) категорически запретил такие изображения, после чего они долго совсем не встречаются. Одновременно с изображениями агнца с крестом и при кресте, или несколько позже, было в употреблении изображение Христа с распростёртыми руками, но без креста.
Агнец с крестом — изображение более старое, чем изображение распятия Христа. Только в 692 году собор восточных епископов постановил, чтобы Христа изображали в центре креста человеком, а не агнцем, а также запретил сопровождать крест, как это было общепринято, солнцем и луной, после чего распятие утратило своё символическое значение, став предметом веры и богопочитания с отсылкой лишь к смерти, в данном случае — Иисуса Христа.

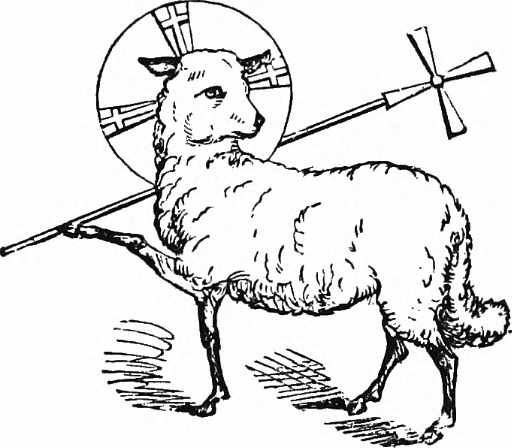
Агнец Божий
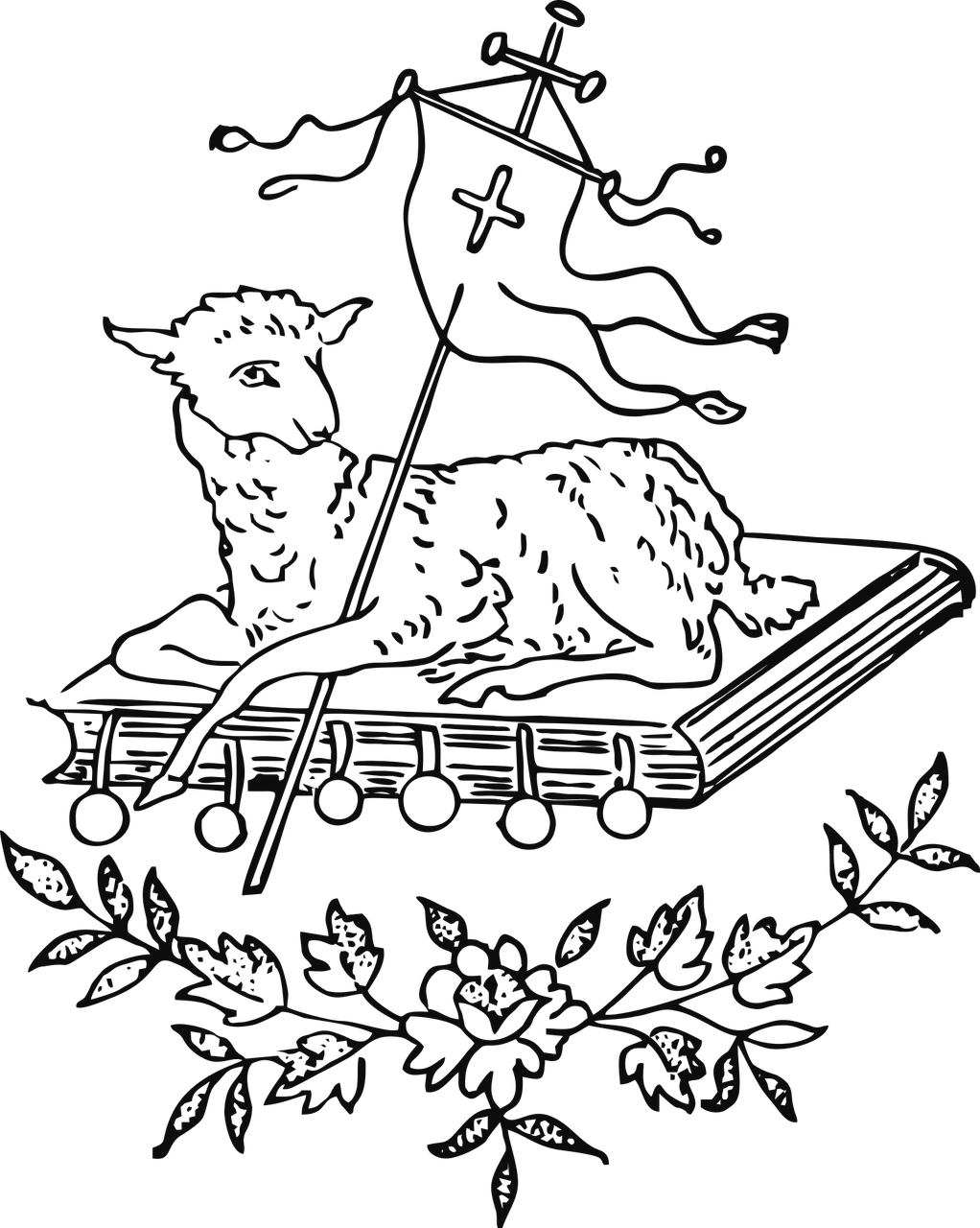
Агнец Божий с вексиллумом и на книге с семью печатями
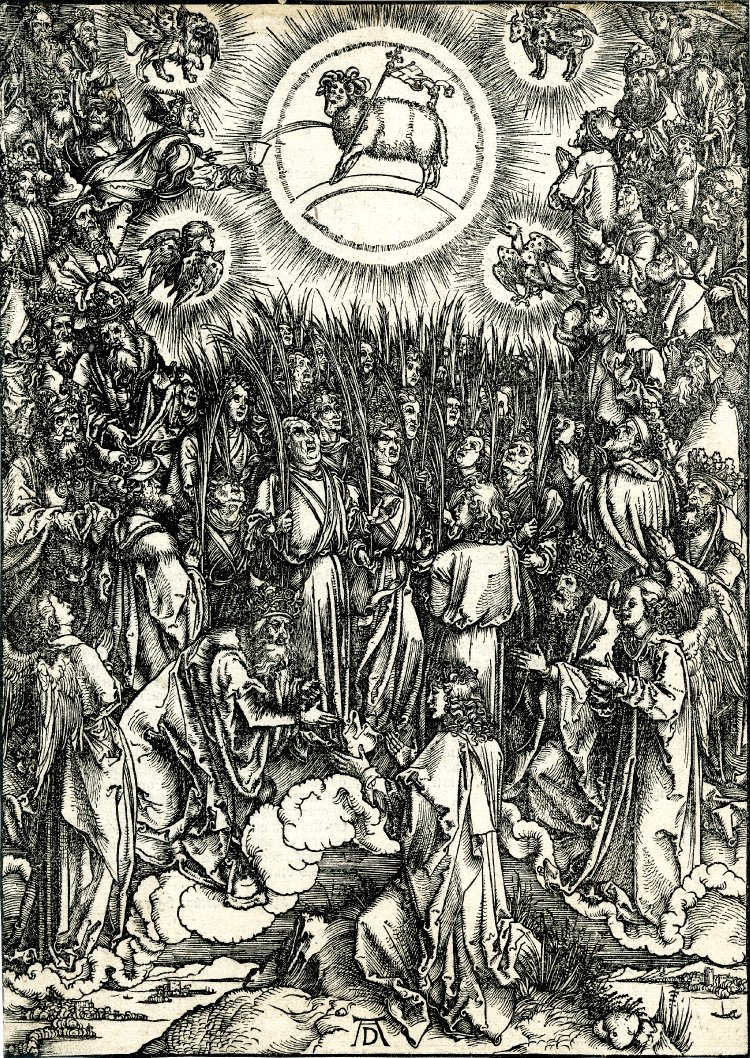
Поклонение Богу и Агнцу. Гравюра из цикла Апокалипсис Альбрехта Дюрера
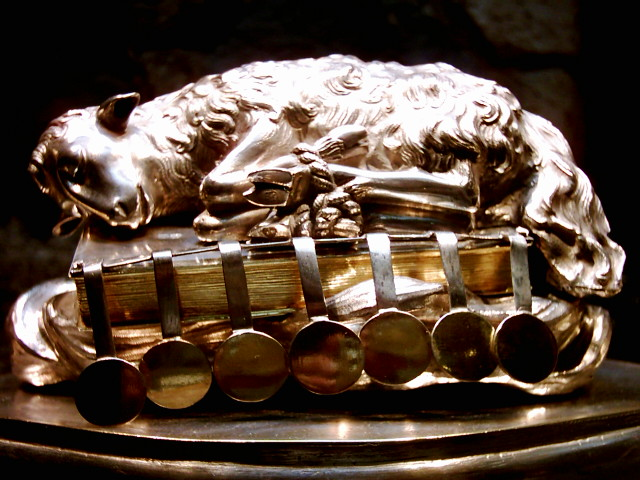
Агнец на книге с семью печатями

## Другие значения термина
В литургии католической церкви название Agnus Dei (Агнец Божий) носит молитва, которая с конца VI века по повелению Папы Григория Великого читается священниками перед самым причастием и состоит в троекратном повторении слов «Agnus Dei, qui tollis peccata mundis, miserere nobis».
Кроме того, Agnus Dei называются еще овальные дощечки, изготовляемые обычно из воска пасхальных свечей, или из того теста, из которого делаются облатки, служащие для причастия в католической церкви, или даже из золота и серебра. На одной стороне этих дощечек изображён агнец с крестом или же Иоанном Крестителем, а на другой — лик какого-нибудь святого.
В православной церкви название Agnus Dei, или Potiriokalymma, носит пелена, покрывающая чашу во время совершения Св. Таинств. На ней изображён агнец, и она служит эмблемой плащаницы Христа.